# Zeche Heinrich (Essen-Überruhr)

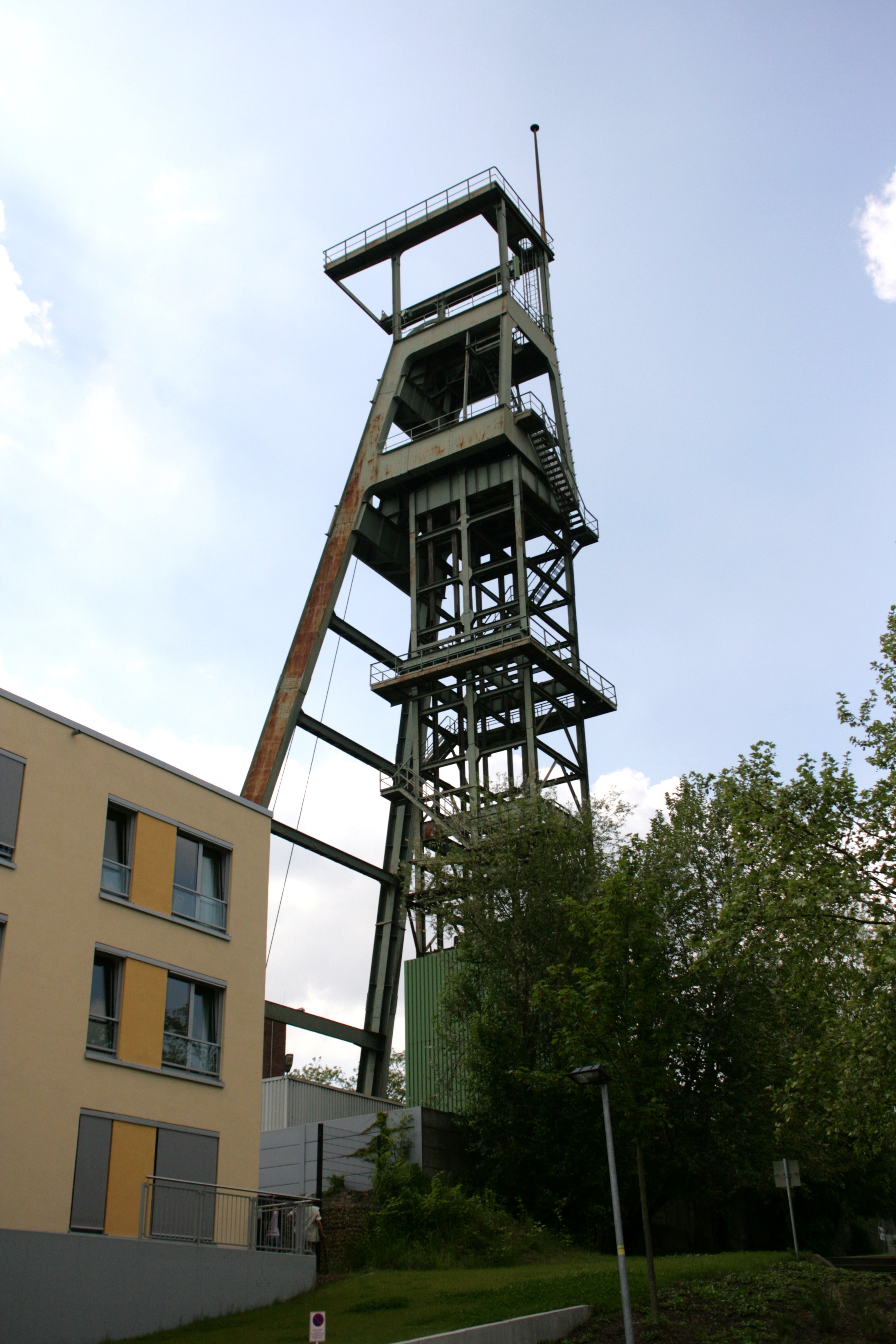
Fördergerüst der Zeche Heinrich

Die Zeche Heinrich war ein Steinkohlen-Bergwerk in Essen. Das noch vorhandene Fördergerüst über Schacht 3 und weitere Anlagen wurden im März 2022 unter Denkmalschutz gestellt.

## Geschichte

### 1809–1890
Das Grubenfeld der Zeche Heinrich erstreckte sich im Bereich von Überruhr bis hin nach Byfang im Süden und im Osten bis kurz vor Burgaltendorf.
Die Gewerkschaft Heinrich war 1809 durch Konsolidation einiger Stollenzechen in Überruhr entstanden. Ab 1810 wurde ein Förderstollen in die Anhöhe vorgetrieben, der bis 1827 im Vor- und Rückbau betrieben wurde. Bedingt durch Probleme mit Anrainern wurde der Übergang zum Tiefbau notwendig. Dies wurde aber mehrmals durch die Bergbehörde abschlägig beschieden. Daher erfolgte zunächst 1834 die Liquidation der Gewerkschaft. Ein Teil des Grubenfelds wurde mit der benachbarten Zeche Vereinigte Charlotte ausgetauscht und von dort abgebaut.
1837 restituierte sich die Gewerkschaft Heinrich und begann erneut mit dem Stollenabbau. Wegen Rechtsstreitigkeiten mit benachbarten Bergbaugesellschaften wurden mehrere Anträge auf Aufnahme des Tiefbaus wiederum abgelehnt, erst 1847 erfolgte die Genehmigung. Im selben Jahr wurde Schacht Heinrich 1 unterhalb von Überruhr an der Langenberger Straße abgeteuft, er ging 1852 in Förderung. Ab 1858 wurde das Grubenfeld in zwei Grubenabteilungen geführt. Die westliche wurde durch den Schacht Heinrich 1 aufgeschlossen. Die östliche wurde unter Benutzung der Fördereinrichtungen auf der Zeche Vereinigte Charlotte ausgebeutet. 1859 wurde ein kleiner Wetterschacht zwischen den Zechen Heinrich und Charlotte niedergebracht. Ab 1868 wurde die östliche Grubenabteilung an die Zeche Vereinigte Charlotte dauerhaft verpachtet.
Nach Zuerwerb von weiteren Grubenfeldbesitzen wurden die Schächte tiefergeteuft, um die unterhalb der Stollensohlen liegenden Kohlenvorräte zu erschließen. Der Wetterschacht wurde 1882 ausgebaut, Schacht Heinrich 1 erhielt 1884 ein deutsches Strebengerüst als Fördereinrichtung. Die Förderung steigerte sich auf 100.000 t Anthrazitkohle pro Jahr bei 300 Beschäftigten.

### 1890–1945
Es wurden zunächst zwei zusätzliche Wetterschächte niedergebracht. Ab 1910 wurde auch die östliche Grubenabteilung von der mittlerweile stillgelegten Zeche Vereinigte Charlotte zurückgenommen.
Der Aufwärtstrend der Zeche Heinrich wurde auch durch den Ersten Weltkrieg nicht unterbrochen. 1916 bis 1918 wurde neben Schacht 1 der Schacht Heinrich 2 niedergebracht. Dieser wurde mit einem gemauerten Förderturm versehen (Hammerkopfturm), der eine Dampffördermaschine besaß. Die Förderung stieg auf 210.000 t Kohle jährlich, es wurden 1000 Mitarbeiter beschäftigt. 1926 wurde eine Brikettfabrik in Betrieb genommen.
1929 kaufte die Gewerkschaft Heinrich den Bergwerksbesitz der Adler Bergbau-AG auf. Die erworbenen Bergwerke wurden zum größten Teil stillgelegt. Die Zeche Charlotte wurde ab 1934 als Zeche Theodor neu in Betrieb genommen. Durch Intensivierung der Aus- und Abbaumaßnahmen stieg die Förderung der Zeche Heinrich auf bis zu 500.000 t Kohle jährlich bei 1400 Beschäftigten.

### 1945–1968
Nach der Wiederinbetriebnahme nach Kriegsende wurde 1951 bis 1954 südlich der Schachtanlage 1/2 der Wetterschacht Holthuser Tal niedergebracht. 1952 wandelte sich die Gewerkschaft Heinrich in die Heinrich Bergbau-AG um. Die Zeche Alter Hellweg in Unna wurde als Grubenbesitz dazu erworben.
1957 bis 1958 wurde als neue Zentralförderanlage der Schacht Heinrich 3 neben Schacht 1 und 2 abgeteuft. Dieser übernahm ab 1960 die gesamte Förderung. Schacht 1 blieb Seilfahrtschacht, während Schacht 2 nur noch zu Wetterzwecken offenblieb.

## Stilllegung

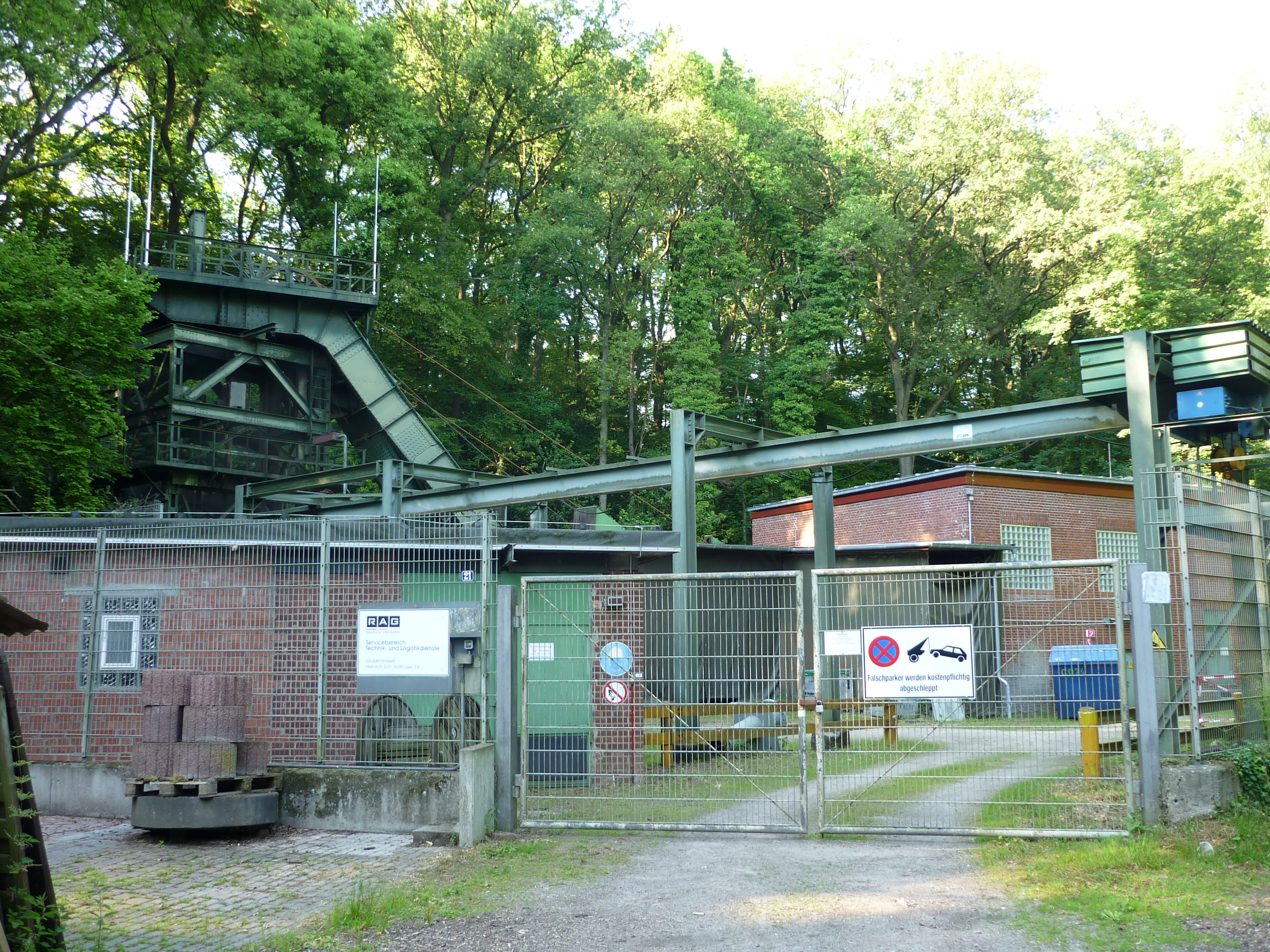
Schacht Holthuser Tal

Bedingt durch die Kohlekrise wurde 1964 ein Förderverbund mit der Zeche Theodor hergestellt. Die Förderung verblieb auf Heinrich 1/2/3.
Trotzdem beschloss die Heinrich Bergbau-AG die komplette Aufgabe der Bergbaubetriebe 1968. Am 1. April 1968 wurde die Stilllegung für die Förderschachtanlagen Heinrich und die Theodorschächte vollzogen. Die Schächte wurden verfüllt, ausgenommen Schacht Heinrich 3 und Holthuser Tal, die zur Wasserhaltung offenblieben. In dieser Funktion sind diese auch heute noch in Betrieb. Das Fördergerüst über Schacht Heinrich 3 ist erhalten geblieben, weithin sichtbar und ein Teil der Route der Industriekultur.
Auf dem übrigen Zechengelände ist mittlerweile eine Wohnbebauung entstanden. Das Grubenwasser, das heute noch aus dem Schacht Heinrich 3 gehoben wird und aus stillgelegten Grubenfeldern im gesamten Essener Süden sowie Bochumer Südwesten stammt, dient als Trinkwassernotreserve der Stadt Essen. Darüber hinaus muss die Zeche Heinrich stets ausgepumpt werden, weil sonst die Oberhausener City überflutet würde. Der Grund hierfür ist, dass Überruhr-Holthausen (schachtbezogen) drei Meter über Oberhausen liegt.